# Eacles masoni
Eacles masoni  (лат.) — вид крупных ночных бабочек рода Eacles из семейства павлиноглазок подсемейства Ceratocampinae, обитает в Северной и Южной Америке.

## Ареал
Eacles masoni встречается от Мексики на севере до Колумбии и Эквадора на юге. Типовой подвид Eacles masoni masoni обитает в Центральной Америке.

## Подвиды
- Eacles masoni masoni
- Eacles masoni tyrannus
- Eacles masoni fulvaster